# Исмайлова, Гюльназ Амир кызы
 Исмайлова Гюльназ Амир кызы (род. 18 октября 1960, Баку) — азербайджанская оперная певица. Народная артистка Азербайджана (2018).

## Биография
Гюльназ Исмайлова родилась 18 октября 1960 года в Баку. Окончила Бакинскую музыкальную академию по специальностям исполнительское искусство (фортепиано) и вокал.
Лауреат Закавказского конкурса музыкальных исполнителей (1985) и дипломант I Международного конкурса вокалистов имени Бюльбюля (1997).
С 2001 года является солисткой Азербайджанского государственного театра оперы и балета. Исполнила ведущие партии в ряде национальных и классических оперных постановок. Среди её ролей — вокальная партия в балете Фикрета Амирова «Тысяча и одна ночь».
Выступает на концертной сцене в сопровождении Государственной хоровой капеллы и Симфонического оркестра имени Узеира Гаджибейли.
С 1994 года начала преподавательскую деятельность в Бакинской музыкальной академии, где преподаёт на кафедрах сольного пения, оперной подготовки и фортепиано.
Принимала участие в гастролях в США, Мексике, Германии, Чехии, Турции, Франции, Северном Кипре, Египете, России, Украине, Белоруссии, Молдове, Кыргызстане и других странах.

## Награды и звания
- Заслуженная артистка Азербайджана (2006)
- Народная артистка Азербайджана (27 мая 2018)[2]